# Saint-Amans-Valtoret
Saint-Amans-Valtoret település Franciaországban, Tarn megyében. Lakosainak száma 862 fő (2022. január 1.). Saint-Amans-Valtoret Lasfaillades, Albine, Anglès, Bout-du-Pont-de-Larn, Pont-de-Larn, Rouairoux, Saint-Amans-Soult, Sauveterre és Le Vintrou községekkel határos.

## Népesség
A település népessége az elmúlt években az alábbi módon változott:
| Lakosok száma | 931  | 940  | 934  | 902  | 883  | 877  | 865  | 861  | 862  |
|               | 2013 | 2015 | 2016 | 2017 | 2018 | 2019 | 2020 | 2021 | 2022 |